# تحالف النجمة (بنين)
تحالف النجمة (بالفرنسية: Alliance Étoile)‏ كان حزبًا سياسيًا معارضًا في بنين، وتكون من بناة ومدراء الحرية والتنمية وحزب الخضر واتحاد الديمقراطية والتضامن الوطني. وخاض انتخابات 1999 و2003 البرلمانية. في الانتخابات البرلمانية في بنين 2003، فاز التحالف بثلاثة مقاعد من أصل 83 مقعدًا.